# Lomatium thompsonii
Lomatium thompsonii är en flockblommig växtart som först beskrevs av Mildred Esther Mathias, och fick sitt nu gällande namn av Arthur John Cronquist. Lomatium thompsonii ingår i släktet Lomatium och familjen flockblommiga växter. Inga underarter finns listade i Catalogue of Life.